# Холл, Джулиан (футболист)
Джулиан Закшевский Холл (англ. Julian Zakrzewski Hall; родился 24 марта 2008, Нью-Йорк) — американский футболист, нападающий клуба MLS «Нью-Йорк Ред Буллз».

## Клубная карьера
С 2020 года тренировался в футбольной академии клуба «Нью-Йорк Ред Буллз», забив 28 голов в 39 матчах. Помог команде академии «Ред Буллз» выиграть Кубок МЛС среди игроков до 15 лет.
7 сентября 2023 года подписал трёхлетний «доморощенный» контракт с клубом «Нью-Йорк Ред Буллз». 30 сентября 2023 года Холл дебютировал в MLS в матче против «Чикаго Файр». В возрасте 15 лет и 190 дней стал вторым в списке самых юных дебютантов MLS после Фредди Аду. 19 июня 2024 года забил свой первый гол в MLS в матче против «Клёб де Фут Монреаль».

## Карьера в сборной
Выступал за сборную США до 15 лет. Также может выступать за сборные Польши.